# Simpang Tiga Sakti
Simpang Tiga Sakti is een bestuurslaag in het regentschap Ogan Komering Ilir van de provincie Zuid-Sumatra, Indonesië. Simpang Tiga Sakti telt 1952 inwoners (volkstelling 2010).